# Paraglaucina
Paraglaucina là một chi bướm đêm thuộc họ Geometridae.